# Libor Gerčák
Libor Gerčák (22 luglio 1975) è un ex giocatore di calcio a 5 ceco.

## Carriera
Il 17 dicembre 2021, all'età di 46 anni, Gerčák ha disputato il suo ultimo incontro con la nazionale ceca, ricevendo nell'occasione una standing ovation dal pubblico; in totale ha giocato 176 partite che lo rendono il primatista di presenze della selezione ceca. A livello di club ha legato la sua carriera al Nejzbach, in cui ha militato per due decenni, eccetto due breve parentesi allo Sparta Praga e al Chrudim.

## Palmarès
- Campionato ceco: 3
Nejzbach: 2002-03
Sparta Praga: 2018-19
Chrudim: 2021-22
- Coppa della Repubblica Ceca: 1
Nejzbach: 2005-06